# Samson Godwin
Samson Godwin (ur. 11 listopada 1983 w Warri) – piłkarz nigeryjski grający na pozycji defensywnego pomocnika.

## Kariera piłkarska

### Kariera klubowa
Piłkarską karierę rozpoczął w klubie Gabros Nnewi. W 2000 wyjechał do Europy, gdzie bronił barw trzecioligowego klubu BBTS Marbet-Ceramed Bielsko-Biała. Latem trenował się w pierwszoligowym klubie GKS Katowice, ale żadnego meczu w rundzie jesiennej nie rozegrał. Zimą 2002 przeszedł do ukraińskim klubu Karpaty Lwów. 16 marca 2002 zadebiutował w koszulce Karpat. Kiedy Karpaty spadł do Pierwszej Lihi pozostał w klubie. W 2008 zwrócił się do władz Ukrainy o zmianę obywatelstwa. W pierwszej połowie sezonu 2008/09 młody piłkarz Andrij Tkaczuk zastąpił na boisku nigeryjskiego piłkarza. Dlatego w przerwie zimowej był zmuszony zmienić klub. Został wypożyczony do Szachtiora Karaganda. W lipcu 2011 ponownie został wypożyczony, tym razem do Wołyni Łuck. Rozegrał 2 mecze, po czym trener Witalij Kwarciany zrezygnował z usług piłkarza, i już 14 sierpnia powrócił do Karpat. Po zakończeniu kariery piłkarskiej w końcu 2011 opuścił lwowski klub. W czerwcu 2012 podpisał kontrakt z białoruskim FK Mińsk. Na początku 2013 przeniósł się do Sławii Mozyrz. W lipcu 2013 roku powrócił do Karpat Lwów. W styczniu 2014 ogłosił zakończenie kariery piłkarskiej.

### Sukcesy i odznaczenia
- wicemistrz Pierwszej Lihi: 2006
- pólfinalista Pucharu Ukrainy: 2006